# Sinularia lamellata
Sinularia lamellata är en korallart som beskrevs av Verseveldt och Tursch 1979. Sinularia lamellata ingår i släktet Sinularia och familjen läderkoraller. Inga underarter finns listade i Catalogue of Life.